# Sabellastarte fallax
Sabellastarte fallax är en ringmaskart som först beskrevs av Jean Louis Armand de Quatrefages de Bréau 1866.  Sabellastarte fallax ingår i släktet Sabellastarte och familjen Sabellidae. Inga underarter finns listade i Catalogue of Life.